# دوغلاس فرانكو تيكسيرا
دوغلاس فرانكو تيكسيرا (12 يناير 1988 في البرازيل - ) هو لاعب كرة قدم برازيلي ومملكة هولندا في مركز قلب الدفاع. لعب مع تفينتي أنشخيدة ودينامو موسكو ونادي جوينفيل ونادي طرابزون سبور.

## وصلات خارجية
- دوغلاس فرانكو تيكسيرا على موقع الاتحاد الدولي (مؤرشف)  (الإنجليزية)
- دوغلاس فرانكو تيكسيرا على موقع اتحاد تركيا (لاعب) (الإنجليزية)
- دوغلاس فرانكو تيكسيرا على موقع قاعدة بيانات كرة القدم.إي يو (الإنجليزية)
- دوغلاس فرانكو تيكسيرا على موقع Soccerway.com (الإنجليزية)
- دوغلاس فرانكو تيكسيرا على موقع عالم كرة القدم.نت (الإنجليزية)
- دوغلاس فرانكو تيكسيرا على موقع AS.com (الإسبانية)